# 巴拉希夫卡 (扎波罗热州)
47°9′31″N 35°51′59″E / 47.15861°N 35.86639°E
巴拉希夫卡（烏克蘭語：Балашівка）是位於烏克蘭東南部的村莊，由扎波羅熱州別爾江斯克區的切爾尼希夫卡市鎮負責管轄。該村處於貝希姆-喬克拉克河畔，分別距離斯維特莱0.5公里和赫梅利尼茨凯1公里，始建於1945年，面積0.47平方公里，海拔高度61米，2001年人口130。